# Концентрационные пределы распространения пламени
Нижний (верхний) концентрационный предел распространения пламени (НКПРП и ВКПРП) — минимальная (максимальная) концентрация горючего вещества (газа, паров горючей жидкости) в однородной смеси с окислителем (воздух, кислород и др.) при которой возможно распространение пламени по смеси на любое расстояние от источника зажигания (открытое внешнее пламя, искровой разряд).
Если концентрация горючего вещества в смеси меньше нижнего предела распространения пламени, такая смесь гореть и взрываться не может, поскольку выделяющейся вблизи источника зажигания теплоты для подогрева смеси до температуры воспламенения недостаточно. Если концентрация горючего вещества в смеси находится между нижним и верхним пределами распространения пламени, подожженная смесь воспламеняется и горит как вблизи источника зажигания, так и при удалении его. Такая смесь является взрывоопасной. Чем шире будет диапазон пределов распространения пламени (называемых также пределами воспламеняемости и пределами взрываемости) и ниже нижний предел, тем более взрывоопасен газ. Если концентрация горючего вещества в смеси превышает верхний предел распространения пламени, то количества окислителя в смеси недостаточно для полного сгорания горючего вещества.
Область значений графика зависимости КПРП в системе «горючий газ — окислитель», соответствующая способности смеси к воспламенению образует область воспламенения.
На значения НКПРП и ВКПРП оказывают влияние следующие факторы:
- Свойства реагирующих веществ;
- Давление (обычно повышение давления не сказывается на НКПРП, но ВКПРП может сильно возрастать);
- Температура (повышение температуры расширяет КПРП за счёт увеличения энергии активации);
- Негорючие добавки — флегматизаторы;

Размерность КПРП может выражаться в объёмных процентах или в г/м³.
Внесение в смесь флегматизатора понижает значение ВКПРП практически пропорционально его концентрации вплоть до точки флегматизации, где верхний и нижний пределы совпадают. НКПРП при этом повышается незначительно.
Для оценки способности к воспламенению системы «Горючее + Окислитель + Флегматизатор» строят так называемый «пожарный треугольник» — диаграмму, где каждой вершине треугольника соответствует стопроцентное содержание одного из веществ, убывающее к противолежащей стороне. Внутри треугольника выделяют область воспламенения системы.
В пожарном треугольнике отмечают линию минимальной концентрации кислорода (МКК), соответствующей такому значению содержания окислителя в системе, ниже которого смесь не воспламеняется. Оценка и контроль МКК важна для систем, работающих под вакуумом, где возможен подсос атмосферного воздуха через неплотности технологического оборудования.
В отношении жидких сред применимы также температурные пределы распространения пламени (ТПРП) — такие температуры жидкости и её паров в среде окислителя, при которых её насыщенные пары образуют концентрации, соответствующие КПРП.
КПРП определяют расчётным путём или находят экспериментально. Применяются при категорировании помещений и зданий по взрывопожарной и пожарной опасности, для анализа риска аварии и оценки возможного ущерба, при разработке мер по предотвращению пожаров и взрывов в технологическом оборудовании.